# Hlavice (okres Liberec)
Hlavice (německy Hlawitz) je obec v okrese Liberec, v Libereckém kraji. Leží asi 6 km jihovýchodně od Českého Dubu v povodí Zábrdky a Malé Mohelky. Žije zde 231 obyvatel.

## Historie
Nejstarší zmínka o obci pochází z roku 1352.

## Části obce
Do správního obvodu obce patří tyto osady:
- Doleček
- Hlavice
- Lesnovek
- Vápno

## Vybavenost
V obci se nachází základní škola.

## Pamětihodnosti
- Jednolodní pozdně barokní kostel sv. Linharta pochází z poloviny 18. století, jeho věžičku se zvonicí dodnes kryje dřevěná šindel. Ke kostelu přiléhá jednopatrová fara. Barokní sousoší sv. Linharta pochází z doby kolem roku 1740. Kostel byl vyhlášeným poutním místem, kde se shromažďovali poutníci se svým domácím zvířectvem, aby zažehnali zvířecí mor.
- Asi 2 km západně od obce se nachází zbytky hradu a vsi Křída. Z nevelkého hradiště se dochovaly pouze zbytky příkopů.[4][5]

## Pověsti
Jedna žena z Náhlova prý kdysi v tůni máchala prádlo, když se jí do něj zachytil zvon. Žena jej nemohla vytáhnout, ale přivolala chalupníky, s jejichž pomocí zvon vyvlekla na břeh. Zvon byl zavěšen do kostela sv. Linharta a občanům Náhlova se jím pak vyzvánělo při pohřbech zdarma.